# 戈爾比 (格洛比諾區)
49°26′3″N 33°3′28″E / 49.43417°N 33.05778°E
戈爾比（烏克蘭語：Горби），是烏克蘭中部的村莊，隸屬波爾塔瓦州的克雷門丘克區。該村處於克里瓦魯達河畔，距離錫多雷和比洛烏西夫卡1公里，面積5.126平方公里，海拔高度100米，2001年人口735。